# Grădiștea (župa Brăila)
Grădiștea je rumunská obec v župě Brăila. V roce 2011 zde žilo 2 308 obyvatel. Obec se skládá ze tří částí.

## Části obce
- Grădiștea – 1 308 obyvatel
- Ibrianu – 673
- Maraloiu – 327